# 安娜·多蘿西亞 (薩克森-威瑪)
安娜·多蘿西亞（德語：Anna Dorothea von Sachsen-Weimar，1657年11月12日—1704年6月24日），薩克森-威瑪公爵約翰·恩斯特二世的女兒，母親是克莉絲汀·伊莉莎白。

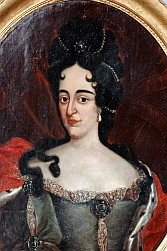

1684年起，安娜·多蘿西亞擔任奎德林堡修道院女院長。